# Kristin Fiedler
Kristin Fiedler, auch Christin Fiedler (* 24. Oktober 1964 in München) ist eine deutsche Synchronsprecherin.

## Leben
Fiedler sprach erstmals 1975 die Rolle der Fran im Spielfilm Funny Lady.
1977, im Alter von 12 Jahren, sprach sie dann die Hauptrolle der Heidi in der deutschen Synchronisation der japanischen Anime-Reihe Heidi von Isao Takahata.
Im Jahr darauf synchronisierte sie Sandy Johnson als Judith Margaret Myers in Halloween – Die Nacht des Grauens.